# Ваљс
Ваљс (шп. Valls) град је у Шпанији у аутономној заједници Каталонија у покрајини Тарагона. Према процени из 2017. у граду је живело 24 285 становника.

## Становништво
Према процени, у граду је 2017. живело 24 285 становника.
| 2017.  |
| ------ |
| 24.285 |

## Партнерски градови
- Андора ла Веља
- Saint-Cyr-sur-Loire
- Settimo Torinese
- Chahal